# Eseld Pierce
Eseld Pierce (?, Cornwall, 1976) is een Brits componiste en trompettiste.

## Levensloop
Pierce begon haar studies voor piano en trompet in Cornwall. Met een studiebeurs kon zij aan het Royal Conservatory of Music Birmingham te Birmingham compositie studeren. Zij schrijft werken voor kamermuziek, orkest en harmonieorkest. Zij is geïnteresseerd in zo breed mogelijke variabele muzikale stijlen inclusief folkmuziek uit de hele wereld. Zij werkt als jazzzangeres en trompettiste. 
In 1997 won zij de eerste Cornwall Young Composer of the Year wedstrijd met haar Concert, voor viool en orkest. 

## Composities

### Werken voor orkest
- Concert, voor viool en orkest

### Werken voor harmonieorkest
- 1996-1997 A Name Perpetual (Hanow a bes vynytha)
- 2001 The Accordian Player